# Sri-lankische Beachhandball-Nationalmannschaft der Männer
Die sri-lankische Beachhandball-Nationalmannschaft der Männer repräsentiert den Handball-Verband Sri Lankas als Auswahlmannschaft auf internationaler Ebene bei Länderspielen im Beachhandball gegen Mannschaften anderer nationaler Verbände.
Bislang wurden weder ein weibliches Pendant mit der sri-lankischen Beachhandball-Nationalmannschaft der Frauen, noch eine als Unterbau fungierende Nachwuchs-Nationalmannschaft ins Leben gerufen.

## Geschichte
Beach Handball ist bislang nur wenig auf Sri Lanka verbreitet und wurde erst in den 2010er Jahren im Land eingeführt. Die ersten Spiele auf heimischem Boden wurden erst 2014 ausgetragen, doch werden dem Sport gute Zukunftsaussichten attestiert und der Verband hat große Ambitionen. Die sri-lankische Beachhandball-Nationalmannschaft der Männer ist bislang auf internationaler Ebene selten in Erscheinung getreten. Sie debütierte bei den South Asian Beach Games 2011, wo das Team den vorletzten Platz belegte. Ebenfalls Vorletzter wurde die Mannschaft im Jahr darauf als 13. bei Asian Beach Games in Haiyang. Die bislang letzte Turnierteilnahme war bei den Asian Beach Games 2016. In Đà Nẵng konnte die Sri Lanka als neunt-platziertes Team zwei andere Mannschaften hinter sich lassen.

## Teilnahmen
| World Games - 2001: nicht eingeladen - 2005: nicht eingeladen - 2009: nicht qualifiziert - 2013: nicht qualifiziert - 2017: nicht qualifiziert - 2022: nicht qualifiziert World Beach Games - 2019: nicht qualifiziert - 2023: nicht qualifiziert | Weltmeisterschaften - 2004: nicht qualifiziert - 2006: nicht qualifiziert - 2008: nicht qualifiziert - 2010: nicht qualifiziert - 2012: nicht qualifiziert - 2014: nicht qualifiziert - 2016: nicht qualifiziert - 2018: nicht qualifiziert - 2020: nicht qualifiziert - 2022: nicht qualifiziert | Asienmeisterschaften - 2004: keine Teilnahme - 2013: keine Teilnahme - 2015: keine Teilnahme - 2017: keine Teilnahme - 2019: keine Teilnahme - 2022: keine Teilnahme - 2023: keine Teilnahme | Asian Beach Games - 2008: keine Teilnahme - 2010: keine Teilnahme - 2012: 13. - 2014: keine Teilnahme - 2016: 9. - 2023: South Asian Beach Games - 2011: 4. |

- SABG 2011: Kader derzeit nicht bekannt

- ABG 2012: Chanaru Madushanka Agampodi • Hewainna Amarasinghe • Lahiru Sampath Bussa Deva • Sanjaya Kumara Galhena Kankanamge • Milan Madushan Hewa Malawige • Sanjeewa S. B. Koswaththa Muhandiram Ral • Nirmal Asoka Pandigamage • Nalak Saman Kumara Rassagalage • Mudiyanselage Rumesh Dila Rathnayaka • Harsha Prasad de Silva Weerakkodi[4]

- ABG 2016: Chanaru Madushanka Agampodi • Madushanka Drabath • Sanjaya Kumara Galhena Kankanamge • Anil Dasantha Hettigoda Hettigodage • Milan Madushan Hewa Malawige • Rusiru Prabath Jayasiri Jayasirige • Sanjeewa S. B. Koswaththa Muhandiram Ral • N. P. K. Rathnayaka Mudiyanselage • P. K. T. Thilakarathna Mudiyansela • Harsha Prasad de Silva Weerakkodi[5]

## Trainer
Cheftrainer
- 2012: Senerath Bandara S. Hettiarachchi Mudiyansela
- 2016: Senerath Bandara S. Hettiarachchi Mudiyansela und Francis Gihan Dalpethado